# Liste der Länderspiele der Fußballnationalmannschaft der UdSSR der Frauen

Logo des früheren sowjetischen Fußballverbandes Federazija Futbola SSSR (FFSSSR)

Die Liste enthält die offiziellen wie inoffiziellen Länderspiele der Frauen-Fußballnationalmannschaft der UdSSR. Nach dem Zerfall der Sowjetunion Ende 1991 trat die Mannschaft unter der Bezeichnung Frauen-Fußballnationalmannschaft der GUS (Gemeinschaft Unabhängiger Staaten) an.

## Legende
Dieser Abschnitt dient als Legende für die nachfolgenden Tabellen. Alle Ergebnisse sind aus der Sicht der sowjetischen Mannschaft angegeben.
- Gegner = fett markierte Gegner waren zum Zeitpunkt des Spiels amtierender Meister ihrer Konföderation, mit Stern markierte Gegner waren zum Zeitpunkt des Spiels amtierender Weltmeister
- WM = Weltmeisterschaft
- EM = Europameisterschaft
- n. V. = nach Verlängerung
- i. E. = im Elfmeterschießen
- grüne Hintergrundfarbe = Sieg der sowjetischen Mannschaft
- gelbe Hintergrundfarbe = Remis (Unentschieden)
- rote Hintergrundfarbe = Niederlage der sowjetischen Mannschaft

## 1990
| Aufstellung |
| Tor Galina Vazhnova (70. A.Glazyrina) Abwehr Elena Suhanova, Natalia Bunduchi, N.Gurov, A.Bochkarev Mittelfeld Tatiana Bikeykina (61. B.Sprünge), L.Smirnova (60. A.Kornienko), Tatyana Verezubova Sturm Irina Aleksandrova (64. V.Ulyanova), G.Prikhodko, A.Bezmenova (41. Irina Gnutova) Tore: Bezmenova (07.), Verezubova (59.), Gnutova (61., 62.) |

| Aufstellung |
| Tor Galina Vazhnova Abwehr Elena Sukhanova (61. V.Ulyanova), Natalia Bunduchi, N.Gurov, A.Bochkarev Mittelfeld Tatiana Bikeykina (65. A.Bezmenova), A.Kornienko (60. Irina Aleksandrova), G.Prikhodko, L. Smirnova Sturm Elena Sotnikova, Irina Gnutova |

| Aufstellung |
| Tor Galina Vazhnova Abwehr V.Ulyanova, Natalia Bunduchi, N.Gurov, Elena Sukhanova Mittelfeld Tatiana Bikeykina, L.Smirnova (70. S.Seredenko), Irina Aleksandrova (70. A.Ivanov) Sturm Irina Gnutova, G.Prikhodko, Tatyana Verezubova Tore: Gnutova |

| Aufstellung |
| Tor Svetlana Petko Abwehr Natalia Bunduchi, N.Gurov, Elena Sukhanova (A.Ivanov), Tatiana Bikeykina, V.Ulyanova Mittelfeld L.Smirnova, Irina Aleksandrova (S.Seredenko), Irina Gnutova Sturm G.Prikhodko, A.Bezmenova (50. Tatyana Verezubova) |

| Aufstellung |
| Tor Galina Vazhnova (51. Svetlana Petko) Abwehr V.Ulyanova, Natalia Bunduchi, N.Gurov, N.Ivanova (65. O.Mikheev) Mittelfeld Tatiana Bikeykina, L.Smirnova, S.Seredenko (41. A.Bezmenova) Sturm Irina Gnutova, G.Prikhodko, Tatyana Verezubova Tore: Gnutova (10.) |

| Aufstellung |
| Tor Svetlana Petko Abwehr Elena Nujkin (51. L.Smirnova), Natalia Bunduchi, N.Gurov, G.Prikhodko Mittelfeld V.Ulyanova, Tatiana Bikeykina, A.Bezmenova, Irina Gnutova Sturm N.Ivanova, Tatyana Verezubova |

| Aufstellung |
| Tor Svetlana Petko Abwehr V.Ulyanova, Natalia Bunduchi, N.Gurov, G.Prikhodko Mittelfeld Tatiana Bikeykina, L.Smirnova (c), Tatyana Verezubova, Irina Gnutova Sturm N.Ivanova (46.Marina Marchenko), S.Seredenko (46.Raziya Nurkenova) Tore: Bunduchi (53.) |

| Aufstellung |
| Tor Galina Vazhnova Abwehr V.Skachko, Natalia Bunduchi, N.Gurov, G.Prikhodko (56. N.Ivanova) Mittelfeld Tatiana Bikeykina (H.Klimenko), L.Smirnova (c), Irina Gnutova, A.Bezmenova (59. Irina Aleksandrova) Sturm Marina Gorbacheva (41. E.Podaynitsyna), S.Seredenko |

| Aufstellung |
| Tor Svetlana Petko Abwehr ?. Konovalova, Natalia Bunduchi, N.Gurov (46. R.Dashdamirova), Irina Aleksandrova, G.Prikhodko Mittelfeld L.Smirnova (c), N.Pawlenko (46. L.Krivonogova), Irina Grigoriev (60. N.Glyadko) Sturm Tatyana Verezubova, Irina Gnutova (70. A.Bezmenova) |

| Aufstellung |
| Tor Svetlana Petko Abwehr V.Ulyanova, Natalia Bunduchi, N.Gurov, G.Prikhodko Mittelfeld Tatiana Bikeykina, L.Smirnova (c), Irina Aleksandrova, Tatyana Verezubova Sturm Elena Kononov (46. Svetlana Frishko), Irina Grigoreva |

| Aufstellung |
| Tor Svetlana Petko (c) Abwehr V.Ulyanova, Natalia Bunduchi, N.Gurov, G.Prikhodko Mittelfeld Tatiana Bikeykina, R.Dashdamirova (46. L.Smirnova), N.Glyadko (46. Irina Aleksandrova) Sturm L.Krivonogova, A.Bezmenova (35. Irina Grigoriev), N.Pawlenko (40. Tatyana Verezubova) Tore: Aleksandrova (80.) |

| Aufstellung |
| Tor Svetlana Petko Abwehr V.Ulyanova, Natalia Bunduchi, N.Gurov, G.Prikhodko (46. L.Krivonogova) Mittelfeld Tatiana Bikeykina, L.Smirnova (c), Irina Aleksandrova, Elena Kononov Sturm Irina Grigoreva, Tatyana Verezubova Tore: Kononov (40.) |

| Aufstellung |
| Tor Galina Vazhnova (c) Abwehr V.Skachko, Natalia Bunduchi, N.Gurov, G.Prikhodko Mittelfeld Tatiana Bikeykina, Irina Aleksandrova (41.Natalia Avdonchenko), S.Seredenko Sturm Elena Kononova (46. L.Smirnova), Irina Grioreva, Irina Gnutova |

| Aufstellung |
| Tor Galina Vazhnova Abwehr V.Ulyanova, Natalia Bunduchi, N.Gurov, G.Prikhodko Mittelfeld Tatiana Bikeykina, L.Smirnova (c, 35. Natalia Avdonchenko), Irina Aleksandrova Sturm S.Seredenko, Irina Grigoreva, Irina Gnutova (55. Razia Nurkenova) |

| Aufstellung |
| Tor Svetlana Petko Abwehr V.Skachko, Natalia Bunduchi, N.Gurov, Natalia Avdonchenko Mittelfeld ? Konovalov, L.Smirnova (c), S.Seredenko, Irina Grigorieva Sturm Irina Gnutova, E.Podaynitsyna (30. Irina Aleksandrova / 55. G.Prikhodko) Tore: I.Grigorieva (79.) |

| Aufstellung |
| Tor Svetlana Petko (c) Abwehr V.Ulyanova, Natalia Bunduchi, N.Gurov, Natalia Avdonchenko Mittelfeld Tatiana Bikeykina (58. Razia Nurkenova), G.Prikhodko, Irina Aleksandrova (41. L.Smirnova) Sturm Irina Gnutova, S.Seredenko, Irina Grigoreva |

| Aufstellung |
| Tor Galina Vazhnova (c) Abwehr Natalia Avdonchenko, Natalia Bunduchi, N.Gurov, Tatiana Kucher Mittelfeld Tatiana Bikeykina, Elena Konova (55. S.Kryvaltsevich), Irina Aleksandrova (74. Razia Nurkenova) Sturm Tatyana Verezubova (50. G.Prikhodko), S.Seredenko, Irina Grigorieva (60. Valentina Barkova) Tore: Grigoreva (17.), Gurov (28.) |

| Aufstellung |
| Tor Svetlana Petko (c) Abwehr Natalia Avdonchenko, Natalia Bunduchi, N.Gurov, Tatiana Kucher Mittelfeld Tatiana Bikeykina, Elena Konova (55. S.Kryvaltsevich), Irina Aleksandrova (75. Valentina Barkova) Sturm Razia Nurkenova (35. G.Prikhodko), S.Seredenko (70. Tatyana Verezubova), Irina Grigorieva |

## 1991
| Nr. | Nr.(FIFA) | Datum      | Ergebnis | Gegner                  | Austragungsort | Anlass                           | Torschützinnen                                                   |
| 25  |           | 01.04.1991 | 1:1      | England                 | Warna          | 4. Turnier des Grand Hotel Warna | Y.Chromova                                                       |
| 26  | 13        | 02.04.1991 | 1:0      | Volksrepublik China     | Warna          | 4. Turnier des Grand Hotel Warna | Irina Grigorjewa                                                 |
| 27  | 14        | 04.04.1991 | 5:1      | Polen                   | Warna          | 4. Turnier des Grand Hotel Warna | I.Aleksandrova (2), Irina Grigorjewa, I.Gnutova, Natalja Bunduki |
| 28  | 15        | 07.04.1991 | 0:5      | Vereinigte Staaten      | Warna          | 4. Turnier des Grand Hotel Warna |                                                                  |
| 29  |           | 05.05.1991 | 0:4      | Schweden                | Schatura       | Freundschaftsspiel               |                                                                  |
| 30  | 16        | 20.05.1991 | 1:6      | Dänemark                | Kopenhagen     | Freundschaftsspiel               | I.Gnutova                                                        |
| 31  | 17        | 23.05.1991 | 1:4      | Norwegen                | Kragerø        | Freundschaftsspiel               | I.Aleksandrova                                                   |
| 32  | 18        | 25.05.1991 | 0:2      | Norwegen                | Skien          | Freundschaftsspiel               |                                                                  |
| 33  | 19        | 08.06.1991 | 2:0      | Finnland                | Helsinki       | Freundschaftsspiel               | Т.Verezubova, I.Gnutova                                          |
| 34  |           | 26.06.1991 | 3:1      | Rumänien                | Sardinia       | Freundschaftsspiel               |                                                                  |
| 35  |           | 16.07.1991 | 0:2      | Chinesisch Taipeh       | Reutow         | Freundschaftsspiel               |                                                                  |
| 36  |           | 18.07.1991 | 0:3      | Chinesisch Taipeh       | Moskau         | Freundschaftsspiel               |                                                                  |
| 37  |           | 24.07.1991 | 4:0      | Wolschanka Tscheboksary | Tscheboksary   | Turnier von Tscheboksary         | ?                                                                |
| 38  |           | 25.07.1991 | 3:1      | Chinesisch Taipeh       | Tscheboksary   | Turnier von Tscheboksary         | Natalja Bunduki, Olga Nađ, Bai Xiaa Hun (og)                     |
| 39  |           | 31.07.1991 | 1:2      | England                 | Dmitrow        | Freundschaftsspiel               | Irina Grigorjewa                                                 |
| 40  |           | 01.08.1991 | 0:2      | England                 | Kaschira       | Freundschaftsspiel               |                                                                  |
| 41  |           | 21.08.1991 | 0:2      | Schweden                | Stenungsund    | Freundschaftsspiel               |                                                                  |
| 42  | 21        | 07.09.1991 | 0:2      | England                 | Southampton    | Freundschaftsspiel               |                                                                  |
| 43  | 22        | 08.09.1991 | 3:1      | England                 | Brighton       | Freundschaftsspiel               | E.Sotnikova, Natalja Bunduki, V.Barkova                          |
| 44  |           | 16.09.1991 | 1:2      | Polen                   | Częstochowa    | Freundschaftsspiel               | Jelena Kononowa                                                  |
| 45  |           | 19.09.1991 | 2:1      | Polen                   | Łódź           | Freundschaftsspiel               | Jelena Kononowa, L.Polikarpova                                   |
| 46  | 23        | 06.10.1991 | 2:1      | Ungarn                  | Moskau         | EM-1993 Qualifikation            | Jelena Kononowa, Natalja Bunduki                                 |

## 1992
GUS
| Nr. | Nr.(FIFA) | Datum      | Ergebnis | Gegner                 | Austragungsort      | Anlass                           | Torschützinnen                        |
| 47  | 24        | 26.02.1992 | 0:1      | Italien                | Rimini              | Freundschaftsspiel               |                                       |
| 48  | 25        | 17.03.1992 | 0:1      | Niederlande            | Zaanstad            | Freundschaftsspiel               |                                       |
| 49  | 26        | 19.03.1992 | 0:2      | Niederlande            | Alphen aan den Rijn | Freundschaftsspiel               |                                       |
| 50  |           | 31.03.1992 | 0:2      | Spanien                | Warna               | 5. Turnier des Grand Hotel Warna |                                       |
| 51  |           | 01.04.1992 | 0:0      | Ungarn                 | Warna               | 5. Turnier des Grand Hotel Warna |                                       |
| 52  |           | 04.04.1992 | 0:2      | Bulgarien              | Warna               | 5. Turnier des Grand Hotel Warna |                                       |
| 53  | 27        | 05.04.1992 | 1:2      | Schottland             | Warna               | 5. Turnier des Grand Hotel Warna |                                       |
| 54  | 28        | 17.04.1992 | 0:1      | Frankreich             | Lyon                | 1. Lyon'ne Cup                   |                                       |
| 55  |           | 18.04.1992 | 3:0      | Elfenbeinküste         | Brignais            | 1. Lyon’ne Cup                   | Irina Grigorjewa (2), Jelena Kononowa |
| 56  |           | 19.04.1992 | 1:1      | Vereinigte Staaten U20 | Lyon                | 1. Lyon'ne Cup                   | ?                                     |
| 57  |           | 20.04.1992 | 1:0      | Standard Lüttich       | Lyon                | 1. Lyon'ne Cup                   | ?                                     |
| 58  |           | 20.04.1992 | 1:0      | Olympique Lyon         | Lyon                | 1. Lyon'ne Cup                   | ?                                     |

## Trainer
- : Oleg Lapschin

## Statistik
- Sp. = Spiele
- S = Siege
- U = Unentschieden
- N = Niederlage
- TD = Tordifferenz

| Jahr   | Sp. | S  | U  | N  | TD    |
| ------ | --- | -- | -- | -- | ----- |
| 1990   | 24  | 04 | 10 | 10 | 21:46 |
| 1991   | 22  | 08 | 01 | 13 | 28:44 |
| 1992   | 9   | 03 | 01 | 05 | 06:7  |
| Gesamt | 55  | 15 | 12 | 28 | 55:95 |

### Gegner
| Kontinentalverband            | Spiele | Siege | Remis | Niederlagen | Torverhältnis (ohne Elfmeterschießen) |
| ----------------------------- | ------ | ----- | ----- | ----------- | ------------------------------------- |
| Afrika (CAF)                  | 1      | 1     | 0     | 0           | 3:0                                   |
| Asien (AFC)                   | 8      | 3     | 2     | 4           | 5:15                                  |
| Australien/Ozeanien (OFC)     | 0      | 0     | 0     | 0           | 0:0                                   |
| Europa (UEFA)                 | 40     | 11    | 7     | 21          | 44:59                                 |
| Nord/Mittelamerika (CONCACAF) | 6      | 0     | 3     | 3           | 3:21                                  |
| Südamerika (CONMEBOL)         | 0      | 0     | 0     | 0           | 0:0                                   |
| Gesamt                        | 55     | 15    | 12    | 28          | 55:95                                 |

### Anlässe
| Anlass                   | Anzahl | Siege | Remis | Niederlagen | Torverhältnis (ohne Elfmeterschießen) |
| ------------------------ | ------ | ----- | ----- | ----------- | ------------------------------------- |
| Freundschaftsspiele      | 29     | 4     | 5     | 20          | 19:50                                 |
| Mini-Turniere            | 25     | 10    | 7     | 8           | 34:44                                 |
| EM-Qualifikationsspiele* | 1      | 1     | 0     | 0           | 2:1                                   |
| Gesamt                   | 55     | 15    | 12    | 28          | 55:95                                 |

- - Weiter trat im EM-Qualifikationsspiele die russische Nationalmannschaft auf

### Spielorte
| Anlass                     | Anzahl | Siege | Remis | Niederlagen | Torverhältnis |
| -------------------------- | ------ | ----- | ----- | ----------- | ------------- |
| Heimspiele                 | 14     | 3     | 3     | 8           | 13:21         |
| Spiele auf neutralem Platz | 23     | 7     | 6     | 10          | 22:37         |
| Auswärtsspiele             | 18     | 5     | 3     | 10          | 20:37         |
| Gesamt                     | 55     | 15    | 12    | 28          | 55:95         |